# Гроу, Малколм
Малколм Гроу (англ. Malcolm C. Grow; 1887—1960) — американский военный хирург.

## Биография
В 1909 году окончил медицинский колледж Джефферсона в Филадельфии. Занимался частной медицинской практикой. 
В 1915 году по приглашению своего друга-хирурга приехал в Россию, где работал в госпитале, а затем был принят на службу в русскую армию в качестве военного врача. Работал врачом на фронте в 1-м сибирском армейском корпусе. Здесь он совершил первый полёт на самолёте и в дальнейшем его работа была связана с авиацией.
После вступления США в войну в 1917 году Гроу поступил на службу в американскую армию, и работал хирургом на Западном фронте. В 1920-1930-х годах работал в качестве врача в американской авиации. Создал авиамедицинскую лабораторию. Занимался разработкой специальной одежды и снаряжения для лётчиков, которые позволили уменьшить количество обморожений и заболеваний.
В 1945 году был назначен главным хирургом (руководителем медицинской службы) ВВС Армии США. Вышел в отставку 1 декабря 1949 года.
Умер в 1960 году. Похоронен на Арлингтонском кладбище.